# Servizio sanitario del Lazio
Il servizio sanitario del Lazio è  il servizio sanitario regionale della Regione Lazio.
Comprende dodici "ASL" e sei aziende ospedaliere; ciascuna delle ASL è a sua volta suddivisa in distretti.

## Accorpamento delle ASL
Con effetto dal 1º gennaio 2016 le ASL di Roma sono state riorganizzate ed accorpate (Decreto Commissariale 30 dicembre 2015).
Il provvedimento ha comportato:
- istituzione di ASL Roma 1 che accorpa le ex Roma A e Roma E;
- istituzione di ASL Roma 2 che accorpa le ex Roma B e Roma C;
- ridenominazione in ASL Roma 3 della ex Roma D;
- ridenominazione in ASL Roma 4 della ex Roma F;
- ridenominazione in ASL Roma 5 della ex Roma G;
- ridenominazione in ASL Roma 6 della ex Roma H.

## ASL
| Denominazione            | Territorio (provincia) |  | Presidi ospedalieri | Sito web                                                     |
| ASL Frosinone            | Frosinone |  | "Ospedale San Benedetto" di Alatri "Ospedale Santa Scolastica" di Cassino "Ospedale Fabrizio Spaziani" di Frosinone "Ospedale Santissima Trinità" di Sora | Sito web                                                     |
| ASL Latina               | Latina |  | Presidio nord: "Ospedale Santa Maria Goretti" di Latina "Ospedale Regina Elena" di Priverno "Ospedale San Carlo" di Sezze Presidio centro: "Ospedale Alfredo Fiorini" di Terracina "Ospedale San Giovanni di Dio" di Fondi Presidio sud: "Ospedale Luigi Di Liegro" di Gaeta "Ospedale Dono Svizzero" di Formia "Ospedale Pietro Fedele" di Minturno "Casa di cura Villa Azzurra" - Gruppo Cofisan - di Terracina . | Sito web Archiviato il 27 gennaio 2021 in Internet Archive.  |
| ASL Rieti                | Rieti |  | "Ospedale San Camillo De' Lellis" di Rieti "Ospedale Francesco Grifoni" di Amatrice "Ospedale Marzio Marini" di Magliano Sabina. | Sito web Archiviato il 1º febbraio 2020 in Internet Archive. |
| ASL Roma 1 ex ASL Roma A | Roma: municipi I, II e III del comune di Roma |  | "Ospedale odontoiatrico George Eastman" "Ospedale Nuovo Regina Margherita" | Sito web                                                     |
| ASL Roma 1 ex ASL Roma E | Roma: municipi XIII, XVII, XVIII, XIX e XX del comune di Roma |  | "Ospedale Santo Spirito in Saxia" "Presidio ospedaliero Villa Betania "Ospedale monospecialistico oftalmico" "Ospedale San Filippo Neri" | Sito web                                                     |
| ASL Roma 2 ex ASL Roma B | Roma: municipi ex IV, ex V, exVII ed ex VIII del comune di Roma |  | "Ospedale Sandro Pertini" | Sito web                                                     |
| ASL Roma 2 ex ASL Roma C | Roma: municipi ex VI, ex IX, ex XI ed ex XII del comune di Roma |  | "Ospedale CTO A. Alesini" "Ospedale Sant'Eugenio" | Sito web                                                     |
| ASL Roma 3 ex ASL Roma D | Roma: municipi X, XV e XVI del comune di Roma; comune di Fiumicino |  | "Ospedale G. B. Grassi" di Ostia "Ospedale Centro Paraplegici Ostia" di Ostia "Policlinico Di Liegro" (ex presidio Portuense) | Sito web                                                     |
| ASL Roma 4 ex ASL Roma F | Roma: comuni di Allumiere, Anguillara Sabazia, Bracciano, Campagnano di Roma, Canale Monterano, Capena, Castelnuovo di Porto, Cerveteri, Civitavecchia, Civitella San Paolo, Fiano Romano, Filacciano, Formello, Ladispoli, Magliano Romano, Manziana, Mazzano Romano, Morlupo, Nazzano, Ponzano Romano, Riano, Rignano Flaminio, Sacrofano, Sant'Oreste, Santa Marinella, Tolfa, Torrita Tiberina, Trevignano Romano |  | "Ospedale San Paolo" di Civitavecchia "Ospedale Padre Pio" di Bracciano | Sito web Archiviato il 13 gennaio 2017 in Internet Archive.  |
| ASL Roma 5 ex ASL Roma G | Roma: comuni di Affile, Agosta, Anticoli Corrado, Arcinazzo Romano, Arsoli, Artena, Bellegra, Camerata Nuova, Canterano, Capranica Prenestina, Carpineto Romano, Casape, Castel San Pietro, Castel Madama, Cave, Cerreto Laziale, Cervara di Roma, Ciciliano, Cineto Romano, Colleferro, Fonte Nuova, Gallicano nel Lazio, Gavignano, Genazzano, Gerano, Gorga, Guidonia Montecelio, Jenne, Labico, Licenza, Mandela, Marano Equo, Marcellina, Mentana, Monteflavio, Montelanico, Montelibretti, Monterotondo, Montorio Romano, Moricone, Nerola, Olevano Romano, Palestrina, Palombara Sabina, Percile, Pisoniano, Poli, Riofreddo, Rocca Canterano, Rocca di Cave, Rocca Santo Stefano, Roccagiovine, Roiate, Roviano, Sambuci, San Cesareo, San Gregorio da Sassola, San Polo dei Cavalieri, San Vito Romano, Sant'Angelo Romano, Saracinisco, Segni, Subiaco, Tivoli, Vallepietra, Vallinfreda, Valmontone, Vicovaro, Vivaro Romano, Zagarolo. |  | "Ospedale Leopoldo Parodi Delfino" di Colleferro "Ospedale Santissimo Gonfalone" di Monterotondo "Ospedale Coniugi Bernardini" di Palestrina "Ospedale Santissimo Salvatore" di Palombara Sabina "Ospedale A. Angelucci" di Subiaco "Ospedale San Giovanni Evangelista" di Tivoli | Sito web Archiviato il 24 febbraio 2018 in Internet Archive. |
| ASL Roma 6 ex ASL Roma H | Roma: comuni di Albano Laziale, Anzio, Ardea, Ariccia, Castel Gandolfo, Ciampino, Colonna, Frascati, Genzano di Roma, Grottaferrata, Lanuvio, Lariano, Marino, Monte Porzio Catone, Monte Compatri, Nemi, Nettuno, Pomezia, Rocca di Papa, Rocca Priora, Velletri. |  | Ospedale "San Sebastiano" di Frascati Ospedale "San Giuseppe" di Marino Ospedale "San Giuseppe" di Albano Laziale Ospedale "A. C. Cartoni" di Rocca Priora Ospedale "Riuniti" di Anzio Ospedale di Velletri Ospedale "Spolverini" di Ariccia Ospedale di Genzano di Roma Policlinico dei Castelli Romani-Ariccia | Sito web Archiviato il 6 maggio 2020 in Internet Archive.    |
| ASL Viterbo              | Viterbo |  | "Ospedale di Belcolle", di Viterbo "Ospedale civile" di Montefiascone "Ospedale di Sant'Anna" di Ronciglione "Ospedale" di Acquapendente "Ospedale" di Civita Castellana "Ospedale" di Tarquinia "RSA Sorrentino" - Gruppo Cofisan - di Faleria | Sito web Archiviato il 13 gennaio 2017 in Internet Archive.  |

## Aziende ospedaliere
| Denominazione                                                | Sede | Sito web                                                     |
| Policlinico azienda ospedialiero-universitaria "Tor Vergata" | Roma | Sito web                                                     |
| Policlinico Umberto I                                        | Roma | Sito web Archiviato il 18 dicembre 2008 in Internet Archive. |
| Azienda ospedaliera Sant'Andrea                              | Roma | Sito web                                                     |
| Azienda ospedaliera San Camillo-Forlanini                    | Roma | Sito web                                                     |
|                                                              |      | Sito web                                                     |
| Azienda ospedaliera San Giovanni Addolorata                  | Roma | Sito web                                                     |